# Potsdam-Mittelmark

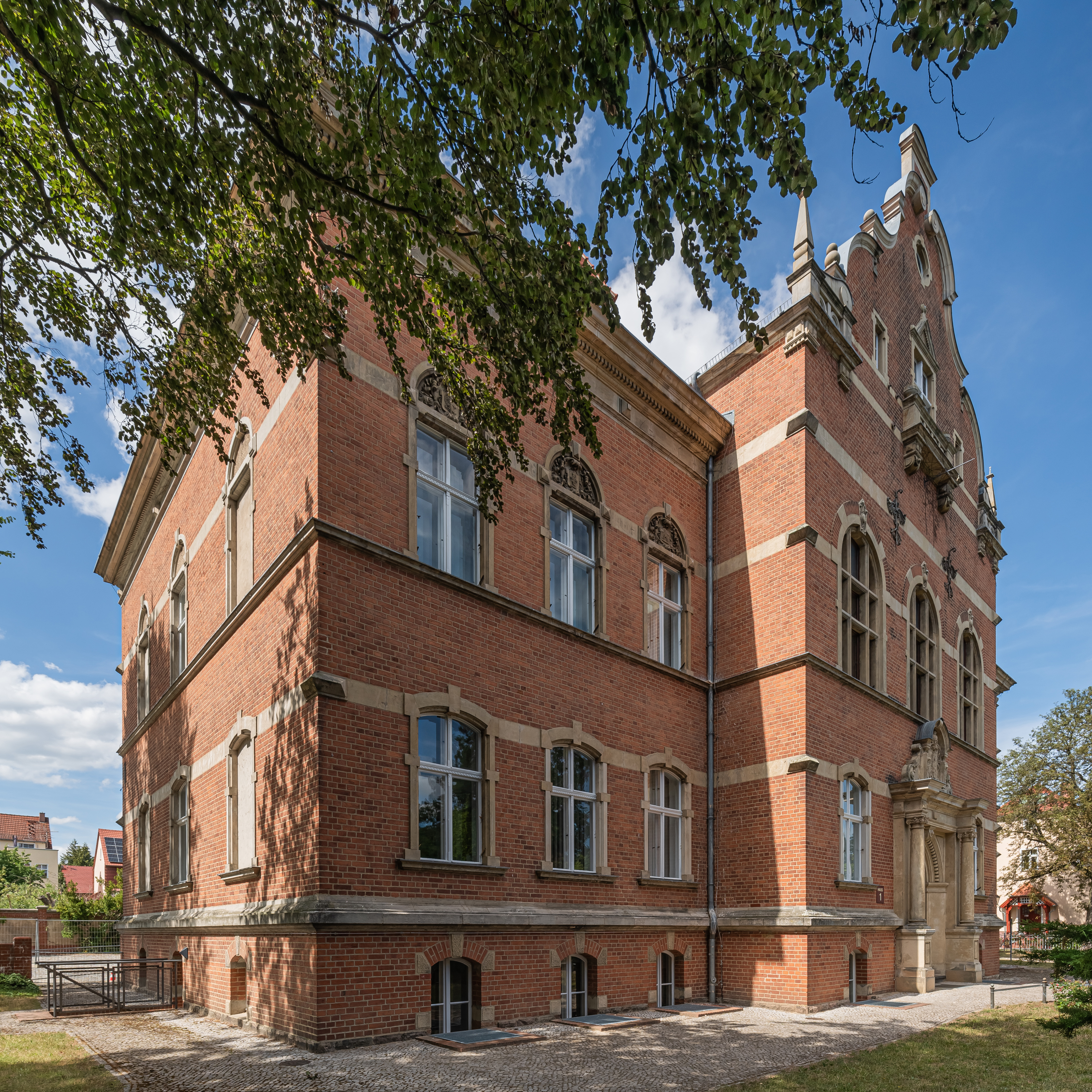
Prédio histórico da administração distrital em Belzig

Potsdam-Mittelmark é um distrito (kreis ou landkreis) da Alemanha localizado no estado de Brandemburgo.

## História
Este distrito foi fundado a 1993, emergindo dos distritos antigos Belzig, Brandenburg-Land e Potsdam-Land.

## Cidades e municípios
| Cidades (livres) | Ämter - associações municipais | |
| 1. Beelitz 2. Belzig 3. Teltow 4. Treuenbrietzen 5. Werder (Havel) Municípios (livres) 1. Groß Kreutz 2. Kleinmachnow 3. Kloster Lehnin 4. Michendorf 5. Nuthetal 6. Schwielowsee 7. Seddiner See 8. Stahnsdorf 9. Wiesenburg | 1. Beetzsee 1. Beetzsee1 2. Beetzseeheide 3. Havelsee2 4. Päwesin 5. Roskow 2. Brück 1. Borkheide 2. Borkwalde 3. Brück1, 2 4. Golzow 5. Linthe 6. Planebruch 3. Niemegk 1. Mühlenfließ 2. Niemegk1, 2 3. Planetal 4. Rabenstein | 4. Wusterwitz 1. Bensdorf 2. Rosenau 3. Wusterwitz1 5. Ziesar 1. Buckautal 2. Görzke 3. Gräben 4. Wenzlow 5. Wollin 6. Ziesar1, 2 |
| 1sede do Amt; 2cidade | | |